# Elera Renováveis
A Elera Renováveis é uma empresa subsidiária da Brookfield Renewable, do grupo Brookfield Asset Management, e que atua no segmento de geração de energia e comercialização de energia elétrica no Brasil.
A companhia é responsável por gerenciar os ativos geradores de energia da Brookfield Renewable no Brasil, operando e comercializando a energia produzida.

## História
As operações da Brookfield começaram no Brasil em 1899 quando um grupo de investidores canadenses liderados por William Mackenzie e Frederick Stark Pearson se uniu a investidores brasileiros para fundar a São Paulo Tramway, Light and Power Company, com o objetivo de desenvolver sistemas de iluminação pública e de transporte coletivo movidos a energia elétrica (bondes elétricos). No mesmo ano, foi iniciada a construção da Usina Hidrelétrica de Parnaíba. Inaugurada em 1901, ela foi a primeira hidrelétrica a abastecer a cidade de São Paulo.
Em 1904, o grupo expandiu suas atividades para o Rio de Janeiro, com a criação da Rio de Janeiro Tramway, Light and Power Company. Nos anos seguintes, investiu também em sistemas de distribuição de gás, criando em 1912 a San Paulo Gás Co. Ltd. (atual Comgás), e em sistemas de telefonia, criando em 1916 a Rio de Janeiro and São Paulo Telephone Company, que em 1923 passa a se chamar Companhia Telefônica Brasileira (CTB). Em 1925, já sob a denominação de Brazilian Traction Light and Power Co. Ltd. figurava como a maior empresa de serviços de utilidade pública da América Latina.
Entre as décadas de 60 e 80, muitas dessas operações e concessões que deram origem aos negócios da Brookfield ou expiraram ou foram vendidas. Nunca, porém, a empresa deixou de investir no Brasil, migrando do setor de serviços de utilidade pública para investimentos em  empresas de diversos segmentos econômicos. Mais de 120 anos depois de sua fundação, a Brookfield soma uma plataforma de investimentos de mais de R$ 156 bilhões em ativos no país.
A Brookfield Asset Management, gestora atuando há 100 anos no mercado, possui mais de US$ 750 bilhões em ativos sob gestão, em mais de 30 países.
A Brookfield Renewable está presente na América do Norte, América do Sul, Europa e Ásia, e possui aproximadamente 25 GW de capacidade instalada e mais de 5 mil ativos. A empresa atua no Brasil desde 2001, com sede no Rio de Janeiro.
Em 2020, foi lançada a marca Elera Renováveis, substituindo a Brookfield Energia Renovável. A empresa tem como seus principais acionistas a Elera Renováveis Participações, a Brookfield Renewable Partners e a Brookfield Asset Management.
No mesmo ano, a Elera estreou no setor fotovoltaico, realizando a aquisição de três grandes projetos solaresː o Complexo Alex, em Limoeiro do Norte e Tabuleiro do Norte (CE), com 360 MW de capacidade instalada; o Complexo Janaúba, no norte de Minas Gerais, que será o maior complexo solar da América Latina, com 1,2 GW de capacidade instalada e 1,5 milhão de módulos fotovoltaicos; Complexo Aratinga, no Ceará, que terá capacidade instalada de 210 MW.
Além do Brasil, a empresa também tem ativos no Chile e Uruguai.

## Parque gerador
A Elera conta com 104 ativos e capacidade instalada de aproximadamente 3 GW em 2023, totalmente, com uma matriz energética 100% renovável composta por usinas hidrelétricas, parques eólicos, parques solares e usinas de biomassa.

### Eólico
Os parques eólicos estão localizados na Bahia (Complexo Eólico Alto Sertão I), no Rio Grande do Norte (Complexo Eólico de Renascença), no Ceará (Complexo Eólico Faísa) e no Uruguai (Complexo Eólico Carapé).

### Solar
Os complexos solares estão localizadosː no Cearáː Complexo Alex, em Limoeiro do Norte e Tabuleiro do Norte (CE), com 360 MW de capacidade instalada; o Complexo Janaúba, no norte de Minas Gerais, que será o maior complexo solar da América Latina, com 1,2 GW de capacidade instalada e 1,5 milhão de módulos fotovoltaicos; Complexo Aratinga, no Ceará, que terá capacidade instalada de 210 MW; Alto Cielo Solar, no Uruguai, com 26 MW; e Amanecer Solar, no Chile, com 100 MW.

### Hídrico
A companhia detém 42 ativos hídricos, divididos entre Centrais Geradoras Hidrelétricas (CGH), Pequenas Centrais Hidrelétricas (PCH) e Usinas Hidrelétricas (UHE), localizados em oito estados do Brasil, como a Usina Hidrelétrica Guaporé (120 MW), a Usina Hidrelétrica Barra do Braúna (39 MW) e a Usina Hidrelétrica Itiquira (157 MW).

### Biomassa
Também há duas usinas de geração à biomassa nos estados de São Paulo e Mato Grosso do Sul, somando 175 MW de capacidade instalada.